# Шнеберг (Нижняя Австрия)
Шнеберг (нем. Schneeberg) — самый высокий горный массив Нижней Австрии (2076 м). Он относится к системе Северных Известняковых Альп. Вместе с расположенным рядом массивом Ракс являются традиционными альпинистским курортом, их даже называют «Венские домашние горы» (Wiener Hausberge). В ясные дни снежную вершину Шнеберга можно увидеть из Вены (65 км по прямой).
Из этого района питьевая вода поступает по трубопроводу длиной 120 км в Вену начиная с 1873 года.
Шнеберг знаменит своей зубчатой железной дорогой, которая функционирует с 1897 года.
Она начинается у города Пухберг-ам-Шнеберг и позволяет подняться на высоту 1800 м, проходя за 53 минуты 9.8 километра.